# Mănăstirea Michelsberg
Mănăstirea Michelsberg a fost întemeiată în anul 1015 de primul episcop de Bamberg pe dealul Sfântul Mihail (în germană Michelsberg), învecinat celui pe care a fost construită Catedrala din Bamberg. În prezent mănăstirea Michelsberg se află în intravilanul orașului Bamberg.
Mănăstirea benedictină a fost secularizată în anul 1803 și transformată în azil de bătrâni.
În biserica mănăstirii se află mormântul sfântului Otto de Bamberg.
Biserica mănăstirii se află în curs de restaurare și va fi redeschisă publicului în anul 2026.